# Józef Zych (podpułkownik)

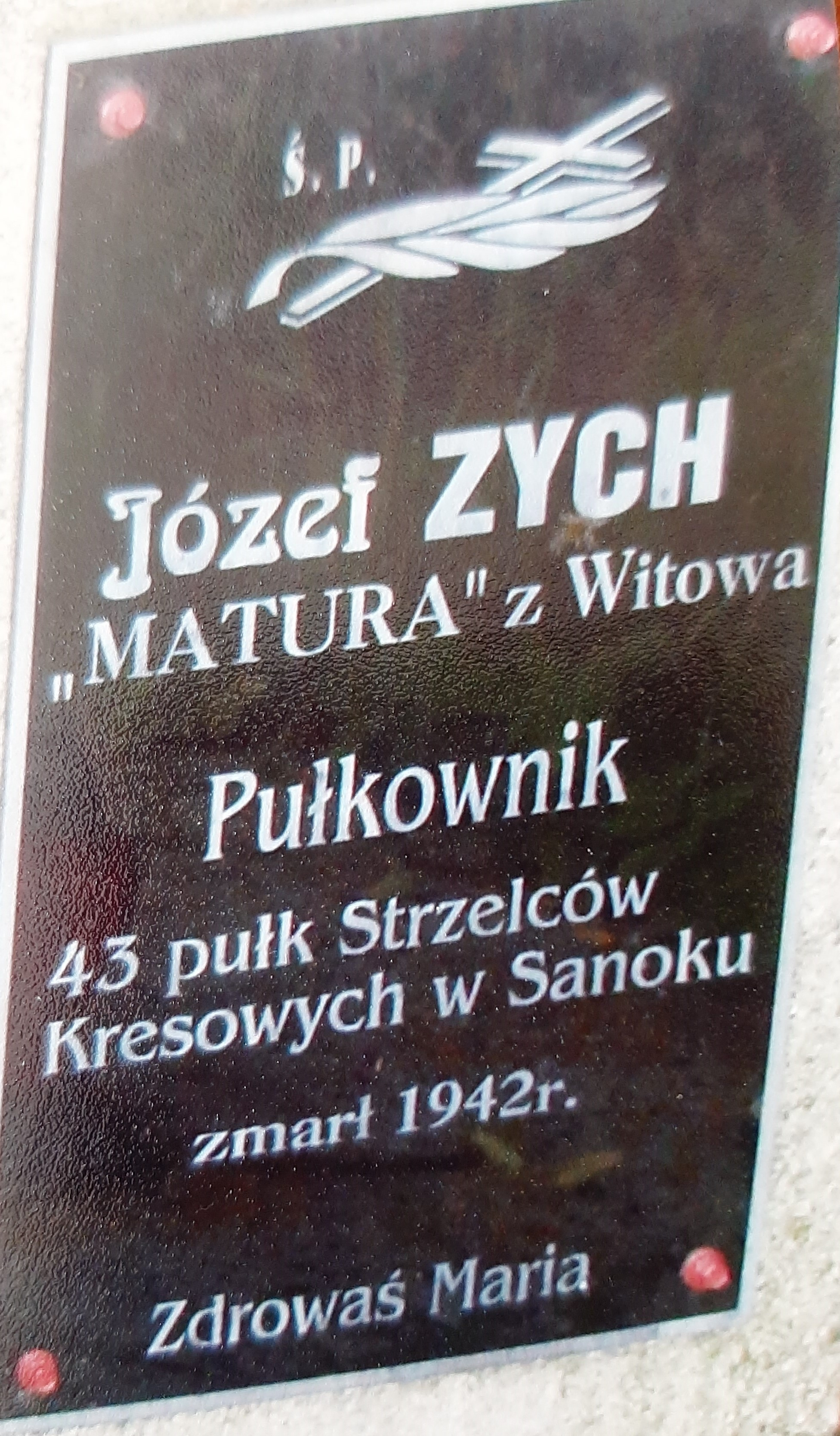
Tablica nagrobna na cmentarzu w Chochołowie

Józef Zych (ur. 29 sierpnia 1887, zm.1942r.) – podpułkownik piechoty Wojska Polskiego.

## Życiorys
Urodził się 29 sierpnia 1887 w Witowie k. Zakopanego. Podczas I wojny światowej służył w szeregach c. i k. Armii. Na stopień podporucznika został mianowany ze starszeństwem z 1 lipca 1915 w korpusie oficerów rezerwy. Jego oddziałem macierzystym był Pułk Strzelców Nr 32.
Z dniem 1 listopada 1918 został przydzielony do 20 Pułku Piechoty. 3 kwietnia 1919 został przyjęty do Wojska Polskiego z zatwierdzeniem posiadanego stopnia porucznika ze starszeństwem z 1 sierpnia 1917, zaliczony do I Rezerwy armii i powołany do służby czynnej na czas wojny. 3 maja 1922 roku został zweryfikowany w stopniu majora ze starszeństwem z 1 czerwca 1919 roku i 434. lokatą w korpusie oficerów piechoty, a jego oddziałem macierzystym był 2 Pułk Strzelców Podhalańskich w Sanoku. W następnym roku pełnił w tym pułku służbę na stanowisku pełniącego obowiązki dowódcy batalionu sztabowego, w 1924 – kwatermistrza pułku, a w 1925 – dowódcy I batalionu. 26 stycznia 1928 roku został mianowany podpułkownikiem ze starszeństwem z 1 stycznia 1928 roku i 29. lokatą w korpusie oficerów piechoty. W kwietniu tego roku został przeniesiony do 43 Pułku Piechoty w Dubnie na stanowisko zastępcy dowódcy pułku. W grudniu 1929 został przeniesiony do Powiatowej Komendy Uzupełnień Siedlce na stanowisko pełniącego obowiązki komendanta. W czerwcu 1933 roku został przeniesiony do Powiatowej Komendy Uzupełnień Sanok na stanowisko komendanta. W 1934 został wybrany członkiem zarządu sanockiego oddziału Polskiego Czerwonego Krzyża. Z dniem 31 sierpnia 1935 roku został przeniesiony w stan spoczynku. Zmarł w 1942r. został pochowany na cmentarzu w Chochołowie.

## Ordery i odznaczenia
- Złoty Krzyż Zasługi (dwukrotnie: 19 marca 1937[15], 7 czerwca 1939[16])
- Medal Niepodległości (12 marca 1931)[17]
- Srebrny Medal Waleczności 1 klasy (Austro-Węgry)[1]